# Viduïtat

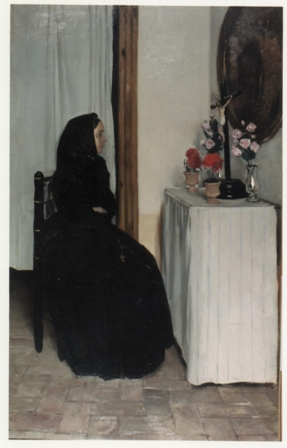
La vídua, quadre de Ramon Casas exposat a la Biblioteca Museu Víctor Balaguer

La viduïtat o viudetat és l'estat d'haver perdut un cònjuge a causa de la mort d'aquest. Si és un home se l'anomena vidu, i si és dona, vídua. El seu reconeixement pot donar dret a determinats ajuts o prestacions.

## Efectes en la salut
La mort d'un cònjuge és un trauma important, que és una font per al cònjuge supervivent d'un major risc de depressió i deteriorament de la salut, així com d'un increment de la mortalitat. Al començament de la dècada de 2000 els vidus tenien un major risc de morir que les parelles casades, especialment durant el primer any de viudetat. Aquest risc augmentava en homes en comparació amb les dones i en vidus joves en comparació amb vidus més grans. És "més fort durant els tres primers mesos després de la mort d'un cònjuge, quan tenen un 66% més de possibilitats de morir".
Hi ha controvèrsia sobre si aquest fet afecta més a les dones o als homes, i hi ha estudis amb conclusions diverses, mentre que altres suggereixen que no hi ha diferències de sexe. Tot i que es discuteix si el sexe té un paper en la intensitat del dol, el sexe sovint influeix en com canvia l'estil de vida d'una persona després de la mort del cònjuge. La investigació ha demostrat que la diferència recau en la càrrega de l'atenció, les expectatives i com reaccionen després de la mort del cònjuge. Per exemple, les dones sovint porten més càrrega emocional que els homes i estan menys disposades a patir la mort d'un altre cònjuge. Després de quedar vídues, homes i dones poden reaccionar de manera molt diferent i canviar amb freqüència el seu estil de vida. Les dones solen trobar a faltar més els seus marits si morien de cop; els homes solen trobar a faltar més les seves dones si morien després de patir una llarga malaltia terminal. A més, s'ha observat que tant homes com dones experimenten canvis d'hàbits de vida després de la mort d'un cònjuge. Ambdós sexes solen tenir més dificultats per cuidar-se sense que el seu cònjuge els ajudi, tot i que aquests canvis poden variar segons el sexe de la vídua i el paper que el cònjuge va jugar a la seva vida.
Com més creixen els cònjuges, més conscients són d'estar sols per la mort del seu marit o dona. Això afecta negativament el benestar mental i físic tant en homes com en dones.

## Dol

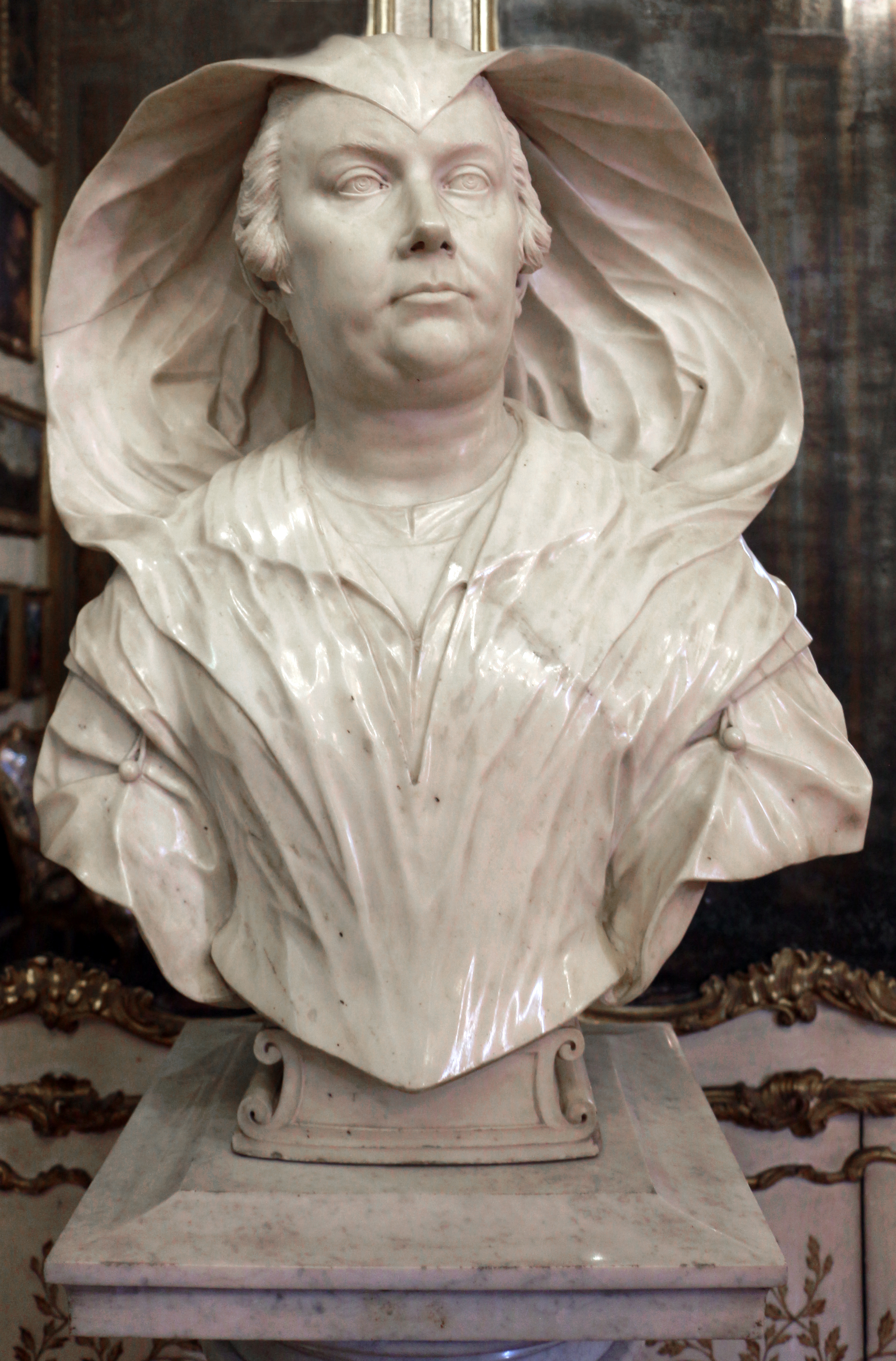
Escultura d'Olimpia Maidalchini amb caputxa de vídua.

En algunes parts d'Europa i Amèrica Llatina, com Rússia, Eslovàquia, República Txeca, Grècia, Itàlia, Portugal, Espanya i Mèxic, les vídues solien vestir de negre durant la resta de la seva vida per significar el seu dol, una pràctica que s'ha extingit en gran part. Els immigrants cristians ortodoxos poden vestir de color negre durant tota la vida als Estats Units per significar la seva viduïtat i devoció al seu marit difunt.
Després de la Llei sobre el nou matrimoni de les vídues hindús de 1856 a l'Índia, l'estatus de viduïtat de les dones hindús va anar acompanyat d'un simbolisme corporal. El cap de la vídua s'afaitava com a part del seu dol, ja no podien portar un punt vermell al seu front, tenia prohibit portar joies de casament, havia de mantenir el pit descobert i s'esperava que caminés descalça. Aquests costums es consideren majoritàriament endarrerits, però encara prevalen entre els hindús.
En algunes parts del sud d'Àsia, una dona és sovint acusada d'haver provocat la mort del seu marit i no se li permet mirar una altra persona perquè la seva mirada es considera que porta mala sort.
Alguns nigerians defensen que una vídua ha de beure l'aigua amb la qual es va rentar el cos del seu marit mort, o bé dorm al costat de la tomba del seu marit durant tres dies.
En el folklore de Chiloé del sud de Xile, les vídues i els gats negres són elements importants que es necessiten a l'hora de caçar el tresor del carbunclo.

## Posició econòmica

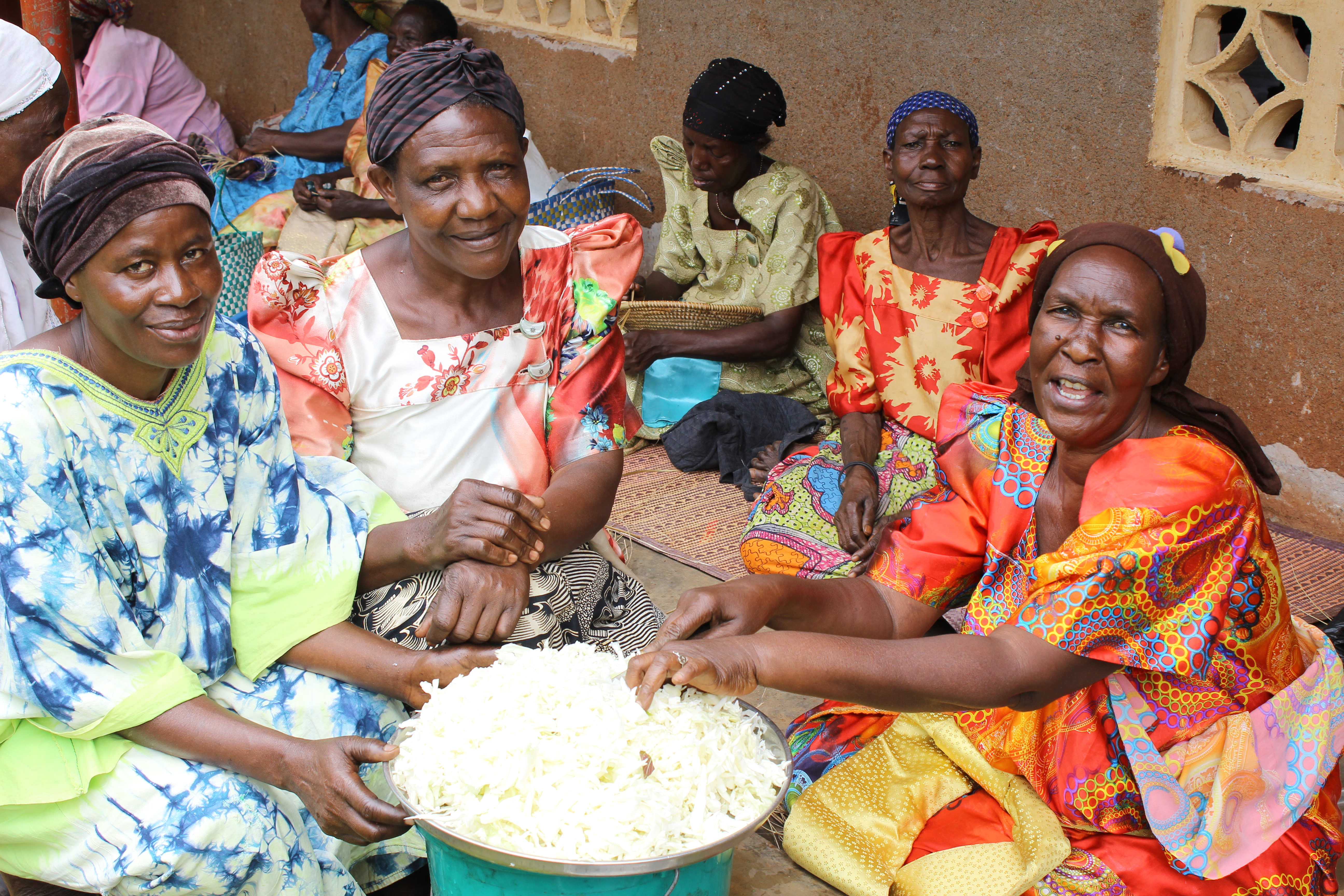
Vídues d'Uganda que es donen suport mútuament treballant en manualitats per vendre-les i obtenir ingressos

En les societats on el marit n'és l'únic proveïdor, la seva mort pot deixar la seva família desvalguda. La tendència de les dones a sobreviure en general als homes pot agreujar-ho.
La Bíblia ha escrit diversos manaments sobre la cura de la vídua, la prohibició de fer-li mal i el deure de fer-la feliç durant les vacances, per exemple: "Alegreu-vos en la vostra festa: vosaltres, els vostres fills i filles, els vostres servents i criades., i els levites, els estrangers, els orfes i les vídues que habiten a les vostres ciutats". (Bíblia hebrea, Llibre de Deuteronomi 16:14).
A la Gran Bretanya del segle XIX, les vídues tenien més oportunitats de mobilitat social que en moltes altres societats. Juntament amb la capacitat d'ascens socioeconòmic, les vídues, que eren "presumiblement celibatistes", eren molt més capaces (i probables) de desafiar el comportament sexual convencional que les dones casades de la seva societat.
Pot ser que sigui necessari que una dona compleixi els costums socials de la seva zona perquè la seva estatura fiscal depèn d'això, però d'aquest costum també sovint és abusat per altres com una manera de mantenir els diners dins de la família del cònjuge difunt. També és infreqüent que les vídues qüestionin el seu tractament perquè sovint "desconeixen els seus drets en virtut de la llei moderna... a causa del seu estatus baix, i la manca d'educació o representació legal". Activistes dels drets humans han denunciat la desigualtat de tracte de les persones vídues. Durant la pandèmia del VIH, que va afectar especialment les comunitats gais, els companys d'homes difunts tenien pocs recursos als tribunals patrimonials contra la família difunta. Encara no podia haver estat casat legalment, el terme vidu no es considerava socialment acceptable. Aquesta situació sol ser beneïda amb un estigma afegit a l'home supervivent.
La Convenció de les Nacions Unides sobre l'eliminació de totes les formes de discriminació contra la dona (ratificada per 135 països), encara que lenta, està treballant en propostes que faran il·legals certs tipus de discriminació i tractament de les vídues (com la violència i la retenció de drets de propietat) països que s'han adherit a la CEDAW.